# Xylaria wellingtonensis
Xylaria wellingtonensis är en svampart som beskrevs av J.D. Rogers & Samuels 1987. Xylaria wellingtonensis ingår i släktet Xylaria och familjen kolkärnsvampar.   Inga underarter finns listade i Catalogue of Life.